# Doronicum barcense
Doronicum barcense là một loài thực vật có hoa trong họ Cúc. Loài này được (Simonk.) Cavill. mô tả khoa học đầu tiên năm 1911.